# Mount Wyman
Mount Wyman är ett berg i Antarktis. Det ligger i Östantarktis. Australien gör anspråk på området. Toppen på Mount Wyman är 2 667 meter över havet.
Terrängen runt Mount Wyman är platt åt nordväst, men åt sydost är den kuperad. Trakten är obefolkad. Det finns inga samhällen i närheten.